# 1936
| 1936                                                                     |
| ------------------------------------------------------------------------ |
| Dødsfald - Fødsler                                                       |
| • Begivenheder • Film • Litteratur • Musik • Politik • Sport • Videnskab |

| Gregoriansk kalender | 1936 MCMXXXVI           |
| Ab urbe condita      | 2689                    |
| Armensk kalender     | 1385 ԹՎ ՌՅՁԵ            |
| Kinesiske kalender   | 4632 – 4633 乙亥 – 丙子 |
| Etiopisk kalender    | 1928 – 1929             |
| Jødisk kalender      | 5696 – 5697             |
| Hindukalendere       |                         |
| - Vikram Samvat      | 1991 – 1992             |
| - Shaka Samvat       | 1858 – 1859             |
| - Kali Yuga          | 5037 – 5038             |
| Iransk kalender      | 1314 – 1315             |
| Islamisk kalender    | 1355 – 1356             |

Konge i Danmark: Christian 10. 1912-1947
Se også 1936 (tal)

## Begivenheder
- Det populære spil, Matador, blev for første gang produceret af C. Drechsler Papirvarefabrik.[1]

### Februar
- I februar blev der i Spanien valgt en demokratisk folkefrontsregering; I juli iværksattes en fascistisk rejsning som udviklede sig til den spanske borgerkrig
- 26. februar - Forsag på Statskup i Japan

### Marts
- 1. marts - Hoover-dæmningen står færdig
- 4. marts - Verdens største passagerzeppeliner Hindenburg LZ 129 prøveflyves for første gang
- 5. marts - den engelske Spitfire jager på sin første testflyvning
- 31. marts - Københavns Universitets lovfæstede eneret til at fremstille kalendere (almanakker) bortfalder

### April
- 3. april - Bruno Hauptmann henrettes i den elektriske stol for kidnapningen og mordet på Charles Lindberghs søn

### Maj
- 1. maj - det lykkedes J. Edgar Hoover, FBI at arrestere gangsteren Alvin Karpis (kaldenavn: Creepy)
- 9. maj - Italien udråber kong Victor Emanuel som kejser over Etiopien
- 15. maj - eksprestoget fra Korsør til København, bliver afsporet ved Hedehusene

### Juni
- 2. juni - Danmark sætter kulderekord i juni med -3,5 °C målt ved Lemvig
- 8. juni - Parkometeret opfindes

### Juli
- 17. juli - den spanske borgerkrig udbryder
- 20. juli – Montreux-konventionen vedtages, der gav Tyrkiet fuld suverænitet over Dardanellerne, Marmarahavet og Bosporus

### August
- 14. august - den sidste offentlige henrettelse i USA foretages i Kentucky, da drabs- og voldtægtmanden Rainey Bethea hænges foran et offentligt publikum

### September
- 1. september – Århus Retshjælp grundlægges
- 6. september - den sidste overlevende tasmanske pungulv (el. tasmanske tiger) dør i sit bur i Hobart Zoo på Tasmanien

### Oktober
- 1. oktober - de spanske oprørere i borgerkrigen udpeger general Franco til statschef
- 9. oktober - generatorerne på Boulder Dam (senere omdøbt til Hoover Dam) begynder at transmittere elektricitet fra Colorado River til Los Angeles i Californien
- 25. oktober – Tyskland og Italien indgår militæraftale kendt som Berlin-Rom-Aksen
- 27. oktober - Wallis Simpson får skilsmisse, så hun kan gifte sig med Edward 8., hvilket fører til, at han abdicerer fra den britiske trone
- 28. oktober - USA’s første college bliver grundlagt af General Court of Massachusetts Bay Colony. Det blev senere kendt som Harvard University

### November
- 16. november - færgen Bellubera udbrænder i Sydney havn
- 18. november - Tyskland og Italien anerkender general Francos oprørsregering i Spanien
- 23. november - den første udgave af bladet LIFE udkommer under Time, Inc.'s ejerskab
- 25. november - Tyskland og Japan underskriver Antikominternpagten, der er rettet mod den kommunistiske internationale. Året efter slutter Italien sig til
- 30. november - i London går Krystalpaladset op i flammer

### December
- 11. december – Edward 8. frasiger sig tronen i Storbritannien for at gifte sig med den fraskilte amerikaner Wallis Simpson. Han efterfølges af broderen Georg 6.
- 19. december – Forfatter og nobelprismodtager Thomas Mann fratages sin titel som æresdoktor ved Bonns Universitet som følge af, at han har forladt det nazistiske Tyskland og slået sig ned i udlandet.

## Født

### Januar
- 10. januar – Robert Woodrow Wilson, amerikansk astronom.
- 20. januar – Eddie Karnil, dansk skuespiller (død 2008).
- 22. januar - Peter Steen, dansk skuespiller (død 2013).
- 22. januar - Alan J. Heeger, amerikansk fysiker og forsker.
- 28. januar - Alan Alda, amerikansk skuespiller.

### Februar
- 9. februar – Clive Swift, engelsk skuespiller (død 2019).
- 11. februar - Burt Reynolds, amerikansk skuespiller (død 2018).
- 13. februar – Lilli Gyldenkilde, dansk politiker (død 2003).
- 18. februar - Ole Wegener, dansk skuespiller (død 2025).
- 29. februar – Heino Døygaard, dansk forfatter (død 2022).

### Marts
- 4. marts – Jim Clark, skotsk racerkører (død 1968).
- 5. marts – Dean Stockwell, amerikansk skuespiller (død 2021).
- 10. marts – Sepp Blatter, schweizisk politiker og tidligere præsident for FIFA.
- 17. marts – Ken Mattingly, amerikansk astronaut (død 2023).
- 18. marts – Kirsten Holst, dansk forfatter (død 2008).
- 18. marts – Frederik Willem de Klerk, sydafrikansk præsident (død 2021).
- 19. marts – Ursula Andress, schweizisk skuespillerinde.
- 22. marts – Roger Whittaker, britisk musiker og sangskriver (død 2023).
- 28. marts – Mario Vargas Llosa, peruviansk forfatter.

### April
- 9. april – Valerie Solanas, amerikansk feminist og forfatter (død 1988).
- 12. april – Charles Napier, amerikansk skuespiller (død 2011).
- 19. april – Lars Lunøe, dansk skuespiller (død 2023).
- 22. april – Glen Campbell, amerikansk sanger og musiker (død 2017).
- 23. april – Roy Orbison, amerikansk sanger og sangskriver (død 1988).
- 28. april – John Tchicai, dansk saxofonist, komponist, og orkesterleder (død 2012).

### Maj
- 2. maj – Engelbert Humperdinck, britisk sanger.
- 9. maj – Albert Finney, engelsk skuespiller (død 2019).
- 9. maj – Glenda Jackson, engelsk skuespillerinde (død 2023).
- 10. maj – Lene Møller (Bro), dansk politiker (død 1995).
- 17. maj – Dennis Hopper, amerikansk skuespiller, instruktør og billedkunstner.(død 2010).
- 23. maj – Ester Larsen, dansk politiker og fhv. minister (død 2025).
- 27. maj – Louis Gosset Jr., amerikansk skuespiller (død 2024).

### Juni
- 4. juni – Bruce Dern, amerikansk skuespiller.
- 6. juni – Levi Stubbs, amerikansk sanger (død 2008).
- 17. juni – Ken Loach, engelsk filminstruktør.
- 18. juni – Denny Hulme, newzealandsk racerkører, Formel-1 verdensmester 1967 (død 1992).
- 18. juni – Peter Zobel, dansk jurist og direktør (død 2017).
- 18. juni – Ronald Venetiaan, Præsident for Surinam.
- 25. juni – Jusuf Habibie, indonesisk politiker og tidligere præsident (død 2019).
- 30. juni – Flemming Flindt, dansk balletdanser og koreograf (død 2009).

### Juli
- 3. juli – Baard Owe, norsk-dansk skuespiller (død 2017).
- 5. juli – Shirley Knight, amerikansk skuespillerinde (død 2020).
- 16. juli – Yasuo Fukuda, japansk politiker.
- 19. juli – Anne Werner Thomsen, dansk skuespillerinde (død 2010).
- 30. juli – Jørgen Jensen, dansk arkæolog og museumsinspektør (død 2008).
- 30. juli – Pilar de Borbón, spansk prinsesse (død 2020).

### August
- 10. august – Malene Schwartz, dansk skuespillerinde.
- 17. august – Margaret Hamilton, amerikansk datalog, systemanalytiker og iværksætter.
- 18. august – Robert Redford, amerikansk filmskuespiller.
- 24. august – A.S. Byatt, britisk forfatter.
- 26. august – Herdis Møllehave, dansk forfatter og socialrådgiver (død 2001).
- 29. august – John McCain, amerikansk politiker, senator og præsidentkandidat (død 2018).

### September
- 3. september – Zine El Abidine Ben Ali, tunesisk politiker og tidligere præsident (død 2019).
- 7. september - Else Hammerich, dansk EU-parlamentariker (død 2021).
- 8. september – Henrik H. Lund, dansk skuespiller.
- 17. september - Jan Gehl, dansk arkitekt og byplanlægger.
- 21. september – Jurij Luzjkov, russisk borgmester (død 2019).
- 26. september – Winnie Mandela, sydafrikansk borgerretsforkæmper (død 2018).
- 29. september – Silvio Berlusconi, italiensk politiker (død 2023).

### Oktober
- 1. oktober – Mogens Winkel Holm, dansk komponist (død 1999).
- 4. oktober – Thomas Winding, dansk forfatter, oplæser, radio- og tv-producer (død 2008).
- 5. oktober – Václav Havel, tjekkisk dramatiker og politiker (død 2011).
- 9. oktober – Jan Voss, tysk maler.
- 9. oktober – Brian Blessed, engelsk skuespiller.
- 14. oktober − Hagen Jørgensen, dansk jurist og tidligere forbrugerombudsmand.
- 19. oktober – Gerhard Ertl, tysk fysiker og nobelprismodtager i kemi.
- 24. oktober – Bill Wyman, engelsk musiker.
- 31. oktober – Michael Landon, amerikansk skuespiller (død 1991).

### November
- 4. november – Palle Lykke, dansk cykelrytter og 6-dageskonge (død 2013).
- 4. november – Didier Ratsiraka, madagaskisk politiker og tidligere præsident (død 2021).
- 8. november – Jane Aamund, dansk forfatter (død 2019).
- 11. november – Susan Kohner, amerikansk skuespillerinde.
- 18. november – Don Cherry, amerikansk avantgardejazzkornetist (død 1995).
- 20. november – Don DeLillo, amerikansk forfatter.
- 29. november - Poul Nødgaard, dansk politiker (død 2013).

### December
- 7. december – Bent Norup, kgl. dansk operasanger (død 2007).
- 8. december – Marie-Louise Coninck, dansk skuespillerinde.
- 11. december – Bruno Amoroso, italiensk-født dansk økonom (død 2017).
- 12. december – Iolanda Balaș, rumænsk højdespringer (død 2016).
- 12. december – Christian Flagstad, dansk programvært (død 1987).
- 15. december – Tove Wisborg, dansk skuespillerinde (død 1991).
- 17. december – Pave Frans 1., argentinsk kardinal og pave (død 2025).
- 18. december – Harry Bild, svensk fodboldspiller (død 2025).
- 23. december – Frederic Forrest, amerikansk skuespiller (død 2023).
- 29. december – Mary Tyler Moore, amerikansk skuespillerinde (død 2017).
- 31. december − Siw Malmkvist, svensk sangerinde.

## Dødsfald

### Januar
- 15. januar – F.J. Borgbjerg, dansk politiker og redaktør (født 1866).
- 18. januar – Rudyard Kipling, engelsk forfatter (født 1865).
- 20. januar – Georg 5., engelsk konge (født 1865).
- 22. januar – Louis Glass, dansk komponist og diregent (født 1864).

### Februar
- 3. februar – Heinrich Wenck, dansk professor og overarkitekt ved DSB (født 1851).
- 4. februar – Wilhelm Hansen, dansk forsikringsdirektør og kunstsamler (født 1868).
- 22. februar – Johan Skjoldborg, dansk forfatter (født 1861).
- 27. februar – Ivan Petrovitj Pavlov, russisk psykolog og nobelprismodtager (født 1849).
- 28. februar - Charles Nicolle, fransk bakteriolog og nobelprismodtager (født 1866).

### Marts
- 6. marts – Josef Stránský, tjekkisk dirigent, komponist og kunstsamler (født 1872).
- 11. marts – David Beatty, 1. jarl Beatty, britisk admiral (født 1871).
- 21. marts - Peder Nielsen, dansk fabrikant og grundlægger (født 1854).

### April
- 8. april – Robert Bárány, østrigsk læge og nobelprismodtager (født 1876).

### Maj
- 7. maj – N.P.L. Dahl, dansk sognepræst, politiker og minister (født 1869).
- 27. maj – H.P. Hanssen, dansk politiker (født 1862).

### Juni
- 5. juni – Frejlif Olsen, dansk journalist, redaktør og anmelder (født 1868).
- 11. juni – Carl Muusmann, dansk forfatter (født 1863).
- 11. juni - Robert E. Howard, amerikansk forfatter (født 1906).
- 14. juni – G.K. Chesterton, britisk forfatter (født 1874).
- 18. juni – Maksim Gorkij, russisk forfatter (født 1868).

### Juli
- 11. juli - Hermann Ebert, dansk byggematador og grosserer (født 1855).
- 15. juli - Jacob Anker Bie, dansk brygger og borgmester (født 1861).
- 21. juli – Kristoffer Varming, kgl. dansk bygningsinspektør og arkitekt (født 1865).
- 24. juli – Georg Michaelis, tysk kansler (født 1857).
- 28. juli – Pedro Poveda Castroverde (en), spansk præst, martyr og grundlægger (død 1874).

### August
- 2. august – Louis Blériot, fransk flypioner (født 1872).
- 6. august – Willi Ostermann, tysk sangtekstforfatter (født 1876).
- 15. august – Grazia Deledda, italiensk forfatter og nobelprismodtager (født 1871).
- 16. august – Hjalmar Madsen, dansk ingeniør og direktør (født 1872).[2]
- 19. august – Oscar von Sydow, svensk politiker og statsminister (født 1873).

### September
- 2. september – Niels Neergaard, dansk politiker, historiker,konsejlspræsident og statsminister (født 1854).
- 6. september - Francis Zachariae, dansk fabrikant, grosserer, bogudgiver og filantrop (født 1852).
- 11. september – Oda Nielsen, kgl. dansk skuespiller (født 1851).
- 14. september – Irving Thalberg, amerikansk filmproducer (født 1899).
- 17. september – Henry Louis Le Châtelier, fransk kemiker (født 1850).
- 27. september - H.P. Prior, dansk direktør og minister (født 1866).

### Oktober
- 4. oktober – Vilhelm Holck, dansk arkitekt og museumsinspektør (født 1856).
- 8. oktober – William Henry Stark, amerikansk forretningsmand (født 1851).
- 23. oktober – Jens Kusk Jensen, dansk forfatter og sømand (født 1866).

### November
- 2. november – Martin Lowry, engelsk kemiker (født 1874).

### December
- 1. december - Valdemar Ammundsen, dansk biskop (født 1875).
- 6. december – Vilhelm Nygaard, dansk faglig leder (født 1872).
- 9. december – Arvid Lindman, svensk politiker og statsminister (født 1862).
- 10. december – Luigi Pirandello, italiensk forfatter og nobelprismodtager (født 1867).
- 13. december - Harald Westergaard, dansk statistiker og nationaløkonom (født 1853).

## Nobelprisen
- Fysik – Victor Hess, Østrig. Opdagede kosmisk stråling.
- Kemi – Walter Norman Haworth, Paul Karrer
- Medicin – Sir Henry Hallett Dale, Otto Loewi
- Litteratur – Eugene Gladstone O'Neill
- Fred – Carlos Saavedra Lamas (Argentina), præsident for Folkeforbundet og mægler i konflikten mellem Paraguay og Bolivia.

## Sport

### Januar
- 12. januar – Den hollandske svømmer Rita Mastenbroek sætter i Frederiksberg Svømmehal ny verdensrekord i 400 m rygcrawl: 5:59,8 minutter

### Februar
- 2. februar – Svømmeren Ragnhild Hveger sætter ny verdensrekord i 440 yards crawl.
- 6. februar – De IV Olympiske Vinterlege i Garmisch-Partenkirchen åbnes af Tysklands rigskansler Adolf Hitler.
- 14. februar – Den norske skøjteløber Ivar Ballangrud vinder 10.000 m-distancen og når dermed op på at have vundet tre guld- og en sølvmedalje ved vinterlegene i Tyskland.
- 15. februar – Sonja Henie fra Norge vinder guldmedalje for tredje OL i træk i kvindernes kunstskøjteløb.
- 15. februar – Med resultatet 0-0 i kampen mod USA sikrer Storbritanniens ishockeylandshold sig OL-guld foran Canada og USA.
- 16. februar – De IV Olympiske Vinterlege slutter. Norge bliver bedste nation med 15 medaljer, heraf 7 af guld.
- 22. februar – Ragnhild Hveger sætter endnu en ny verdensrekord – denne gang i 500 yards crawl

### Marts
- 7. marts – I Duisburg sætter svømmeren Finn Jensen med tiden 5:45 minutter ny verdensrekord i 400 m brystsvømning.
- 8. marts – Svømmeren Valborg Christensen sætter ny verdensrekord i 100 m brystsvømning. I Düsseldorf svømmer hun på 1:22,8 minutter

### April
- 10. april - Danmark møder Polen i Idrætsparken
- 25. april – Arsenal FC vinder den engelske FA Cup ved at slå Sheffield United FC med 1-0 i finalen

### Maj
- 8. maj – Frem vinder DM i fodbold.
- 17. maj – B 1903 vinder Københavnsmesterskabet i fodbold

### Juni
- 14. juni – svømmeren Ragnhild Hveger sætter ny verdensrekord i 500 m crawl. Den nye rekordtid lyder på 6:45,7 minutter
- 20. juni - svømmepigen Edith Andersen svømmer som den første over Storebælt fra Halsskov til Knudshoved. Svømmeturen tager 7 timer og 49 minutter.
- 23. juni – Cykelrytterne på Ordrupbanen går i strejke.
- 30. juni – Danmarks fodboldlandshold vinder 4-1 over Finland i en landskamp i Helsinki

### Juli
- 3. juli – Ragnhild Hveger sætter ny verdensrekord i 800 m crawl med tiden 11:11,7 minutter.
- 4. juli – Den danske tennisspiller Hilde Sperling taber finalen i Wimbledon-turneringen til Helen Jacobs, USA

### August
- 1. august – Den XI Olympiades Lege åbnes i Berlin
- 3. august - Jesse Owens vinder 100 meter løbet ved sommer-OL 1936 i Berlin, den første af hans i alt fire guldmedaljer ved legene
- 9. august - som den første amerikaner nogensinde vinder Jesse Owens sin fjerde guldmedalje ved de olympiske lege i Berlin
- 11. august – Den kun 12-årige svømmepige Inge Sørensen vinder som den hidtil yngste medalje ved OL. I 200 m brystsvømning bliver det til en bronzemedalje.
- 14. august – Roerne Harry Larsen og Richard Olsen vinder olympisk sølv i toer uden styrmand.På Enghave Station ventes der på olympiadedeltagernes hjemkomst fra Berlin 17. august 1936
- 15. august – Ved OL vinder svømmeren Ragnhild Hveger sølvmedalje i 400 m crawl, og bokseren Gerhard Pedersen vinder bronzemedalje i weltervægt.
- 16. august – Kaptajnløjtnant Hans Lunding vinder olympisk bronze i ridning på hesten Jason.
- 16. august – Den XI Olympiades Lege afsluttes.
- 23. august – På distancen 1000 m crawl sætter svømmeren Ragnhild Hveger ny verdensrekord med tiden 14:35,6 minutter

### September
- 8. september – Der bliver sat ny verdensrekord i Frederiksberg Svømmehal, da hollænderen Nina Senff svømmer 100 m rygcrawl på 1:13,6 minutter.
- 13. september – Cykelrytteren Knud Jacobsen vinder det nordiske mesterskab i landevejscykling, som afvikles i Stockholm. Det danske hold vinder endvidere holdkonkurrencen.
- 16. september – Den danske løber Henry Nielsen mister sin verdensrekord i 3000 m løb til finnen Gunnar Höckert, som i Stockholm forbedrer rekorden med 3,6 sekunder til 8:14,8 minutter.
- 20. september – Danmark og Norge spiller uafgjort 3-3 i en fodboldlandskamp i Oslo

### Oktober
- 4. oktober – Danmarks fodboldlandshold vinder 2-1 over Polen i Københavns Idrætspark.
- 25. oktober – Europas største badmintonhal indvies i Gentofte

### November
- 1. november – AB vinder KBU's pokalturnering ved at slå KB 3-1 i finalen.

## Film
- 5. februar - Filmen Moderne Tider af og med Charlie Chaplin har premiere i USA
- Millionærdrengen, dansk film.
- Panserbasse, dansk film.
- Sjette trækning, dansk film.
- Snushanerne, dansk film.
- Sol over Danmark, dansk film.

## Bøger
- Vi der lever – Ayn Rand
- Vi pynter os med horn af Aksel Sandemose (på dansk i 1953)